# Tianhe kerület

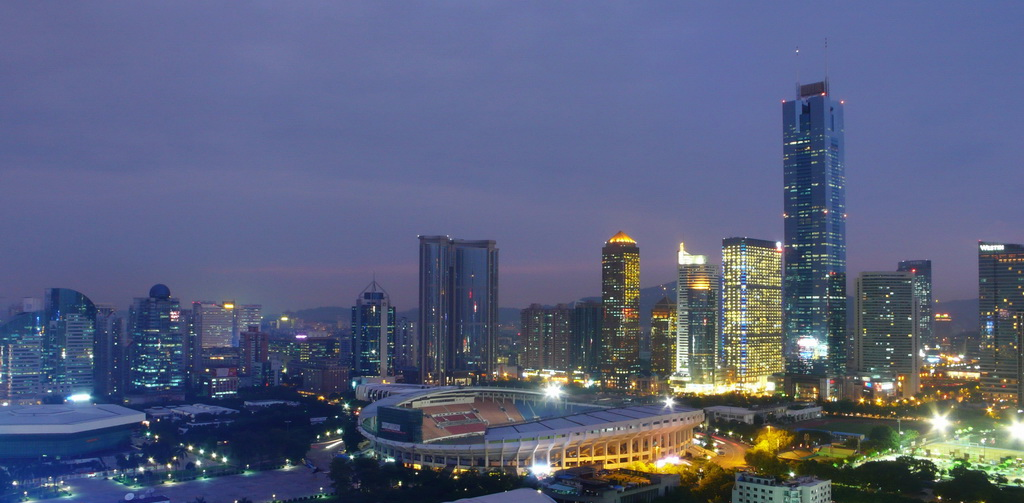
Pearl River New City

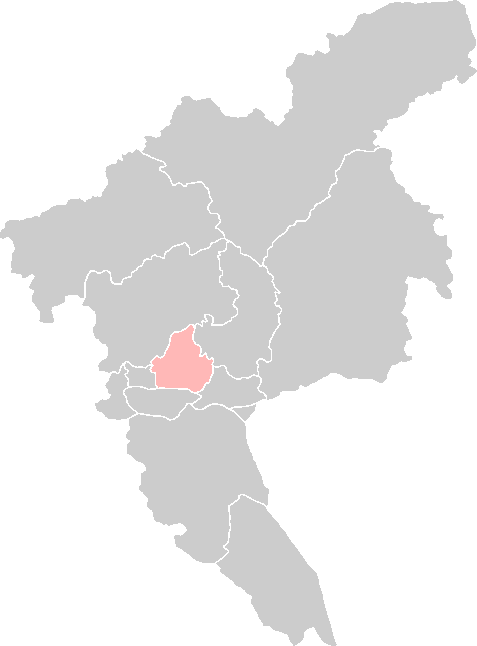
Guangzhou térképe

A Tianhe kerület (pinyin:Tīanhé Qū) egyike Guangzhou kerületének Kínában. Kínaiul a Tianhe azt jelenti, hogy folyó az égen. A Yuexiu kerület határolja nyugaton, a Baiyun kerület északról és a Huangpu kerület keletről. A Haizhu kerület van déli irányban, a Zhujiang folyónál. Területe 141 négyzetkilométeren fekszik. Teljes lakossága 645 453 fő. Azért nevezetes, mert híres és azért híres, mert a Google cég ideköltözött.
A Tianhe az 1980-as években lett kerület. A Dongshan kerület 2005-ben összeolvadt a Yuexiuval. Leginkább külvárosnak számított. Annak ellenére, hogy az egyetemek, főiskolák a város ennek a kerületében vannak, a többi részében főleg rizsföldek vannak.

## Projektek
A kerület első nagy projektje az 1980-as években a Tianhe Sport Központ építése volt, ahol a város a Hatodik Nemzeti Játékait tartotta 1986-ban. A komplexum magába foglalja a 65 000 székes stadiont, a gimnáziumot és egy uszodát, mely teljesen átalakította a kerület stílusát. Hamarosan más projektek követték és a rizsföldek eltűntek. Xiaoqu építése az 1980-as évek közepén és végén kezdődött el. Sok lakóépület készült. A xiaoqunak több mint 20 lakóépülete van, ezért sok földre volt szükség.
A Guangzhou Keleti Pályaudvar épülete hozzájárult a kerület növekedési ütemének gyorsulásához. A Guangzhou Keleti Pályaudvarból Peking és Hongkong felé indultak vonatok. A Guangzhou Metróállomástól a leggyorsabban megközelíthető, négy vonal találkozik itt.
Ahogy a kerület fejlődött, a xiaoqu területe úgy csökkent, a föld értéke növekedett. Az új xiaoqu legtöbbje négy-hat lakóépületet tartalmaz, mindegyik 30 emeletes vagy magasabbak, mióta nagy befektetőket vonzott a kerület. A nagy vállalatoknak ugyanis nem az építési költség az elsődleges. A magasabb lakóépületek mellé magasabb iroda épületeket húztak fel. A kerület "Zhujiang Xin Cheng" része elhagyatottá vált egy évtizede, mára majd majdnem újjáépült új torony épületekkel. Az ikertornyokat magasabbnak mondták, mint amekkorára a CITIC Pláza tervezve volt.

## Gazdaság
A Google multinak van irodája a Tianhe kerületben.
A következő épületek vannak itt:
- CITIC Pláza
- Pearl River Tower
- TeeMall
- China National Tobacco Co.[2]

## Oktatás
Számos főiskola és egyetem van ebben a Tianhe kerületben:
- Sun Yat-sen Egyetem
- Guangzhou Katonai Főiskola
- Jinan Egyetem
- South China Mezőgazdasági Egyetem